# Гармелен
Гармелен (нід. Harmelen) — село в нідерландській провінції Утрехт. Входить до муніципалітету Вурден.
Його площа становить 23,75 км², а населення станом на 2010 рік складало 8374 осіб.
До 2001 року мало статус окремого муніципалітету.

## Визначні уродженці
- Еллен ван Дайк, (нар. 1987) — нідерландська велогонщиця